# 平瀬川
平瀬川（ひらせがわ）は、神奈川県川崎市宮前区および高津区を流れる一級河川。多摩川水系の自然河川である。1945年（昭和20年）の農業用水利改良工事で鶴見川水系から変更された。

## 地理
神奈川県川崎市宮前区水沢に源を発する。多摩丘陵東部にあたる川崎市西部台地の森が貯えた水が、宮前区の丘陵地の谷あいを東へ流れ、高津区久地地先で多摩川右岸の霞堤開口部に合流する。本流とは別に、麻生区東百合丘を源とし、多摩区長沢を流れ宮前区初山で合流する支川を持つ。
流域は支川を含めて全域が川崎市内で、概ね西から東に向けて流れており、支川を含めた総延長は11.35km、河床勾配は上流域で1/150、中流域で1/300～1/400、下流域では1/700程度となっている。
宮前区水沢の水源地は横浜市青葉区との市境に位置し、早渕川の水源域（つまり多摩川水系と鶴見川水系の分水嶺）でもあるが、両側ともに急速に宅地化が進んだため保水力が低下しており、川崎市内の一部については「水沢の森（菅生緑地）」として保全されている。
現在は二ヶ領本川（二ヶ領用水の一部区間）およびその支流の五反田川と山下川も、平瀬川の支流として管理されている（#歴史の項を参照）。

## 歴史
かつての自然河川は、南武線鉄橋の手前辺りから溝口市街を抜けて現在の二子坂戸緑道へ向けて流れていた。途中、高津中央病院の裏手に、中原4村へ用水を取水する中原堰があった。一部は雨水きょ（ドブ）として再整備されて、以前は暗渠部も少なく、当時の玉川電気鉄道（現在の東急田園都市線）が平瀬川を跨いでいた遺構なども見ることができたが、近年の再開発により、残りも暗渠化されることになり、既に過去の流路跡を辿ることは難しくなってきている。暗渠化完成後は自転車等駐車場と遊歩道として整備される。
明治14年発行の陸軍迅速測図によると、二ヶ領用水根方堀と交差する旧栄橋（現在の栄橋交差点より少し東寄り）で大山街道をくぐった後、平瀬川は東に流下して現在の溝口駅前商店街付近を流れ、旧二子塚の西で二ヶ領用水と合流していることがわかる。大山街道から二子塚付近までは、ほぼ迅速測図の流れを今でもたどることができ、また江戸時代に整備された二ヶ領用水は当時の平瀬川の流路を利用して造られたことがうかがえる。
昭和初期までの沿川では農業が盛んであり、ここ平瀬川も農業用水として利用されていたが、その農業用水として活用するため、また下流の溝口付近で洪水被害が問題になっていたことから、流路が付け替えられ、昭和15年から20年にかけて行われた県営多摩川右岸農業用水利改良事業の一環として、高津区下作延から津田山（七面山）をくぐり高津区久地方面へ抜ける「平瀬川トンネル」が造られ、現在の流路へと付け替えられた。
なお、このとき高津区久地に新造された流路を特に「新平瀬川」と呼ぶことがある。
平瀬川が津田山をトンネルでくぐった先では、直交する二ヶ領用水が一部合流している。これは二ヶ領用水が久地円筒分水へ流入する手前で余剰となった水を平瀬川経由で多摩川へ流す施設であり、新平瀬川がかつての久地大圦樋の代替施設として利用されているものであるため、平瀬川の水が久地円筒分水へ流入することはない。
本来は個別の流路であった二ヶ領用水の一部区間（これを特に「二ヶ領本川」または「新川」とも呼ばれる）および五反田川・山下川は、この改良事業以降、平瀬川の支流として管理されることとなった。
1本目の平瀬川トンネルが造られた後、沿川の急激な都市化とそれに伴う宅地造成等により、かつて水源となっていた森林の保水力が大幅に失われ、平瀬川はトンネル入口付近で氾濫を繰り返すようになる。そのため津田山下に並行して 2本目のトンネルが築造され、昭和45年に現在の姿に至っている。
平瀬川の水源地である水沢、長沢一帯は、かつては川崎市水道局の水源としても利用されていたほど豊富な地下水を貯えていた。しかし近年の都市化に伴う森林喪失による保水力低下、および周辺人口の急増、県西部に相次ぎ建設されたダムからの引水施設の整備等により、水道水源としては利用されなくなったが、現在でも水量こそ少ないものの良質の地下水を産し、川崎市水道局が水源に利用していた井戸水をペットボトルに入れ「恵水（めぐみ）」として頒布したり、地ビール作りなどにも利用されている。
なお、津田山をくぐる平瀬川トンネルのうち初期に造られたものは老朽化が問題となっており、河川を管理する川崎市では改修を計画している。
1990年の治水河川改修工事をめぐる勉強会で平瀬川中心のまちづくりが提案されたことをきっかけに市民が活動を始め、1998年には正式に「平瀬川流域まちづくり協議会」が設立された。活動の一環として1997年から桜の植樹をはじめ、現在は約4kmにわたり40種250本が植えられている。毎年4月の「鮎の放流と桜まつり」、7月の「平瀬川七夕サミット」をはじめとする多岐にわたる活動を行っている。
2007年6月12日、7月の旧平瀬川埋め立てを前に、2005年に発足した旧平瀬川・中原堰研究会（2017年には28人が所属）によって中原堰の発掘調査が行われた。なお、2017年には同研究会によって「平瀬川の研究―中原堰百周年記念誌」が発行され、高津図書館・宮前図書館に寄贈されている。
2017年、宮前区から「平瀬川健康ウォークロード」認定を受け、多摩川二子の平瀬川接点から500m間隔で看板が設置された。
2019年10月12日、台風19号による豪雨で多摩川が増水。バックウォーター現象で多摩川との合流部付近が氾濫し、付近のマンションの住民が1人死亡。

## 支流
- 平瀬川支川（ひらせがわしせん） - 麻生区東百合丘周辺を源とし宮前区初山で平瀬川本流に合流する。
- 二ヶ領用水 - 五反田川
- 初山水路 - 宮前区の川崎国際生田緑地ゴルフ場から飛森谷戸を通って平瀬川に合流する。絶滅危惧ⅠB類のホトケドジョウの生息が確認されている。

このほか流域の山から平瀬川に注ぐ沢が多数存在するが、これらの沢はいずれもコンクリート護岸やフタで覆われている。沿川の急激な宅地開発により森林の保水力が衰えていることから、現状では雨水を流す側溝として機能している面が大きい。

## 流域の自治体
神奈川県
川崎市宮前区、高津区
支川が麻生区および多摩区を流れる。

## 周辺

### 上・中流域
概ね平瀬川に沿って、都市計画道路野川柿生線が通っている。ここには川崎市交通局の路線バスが頻繁に走っており、平瀬川上中流域の住民が、地域の交通の要衝となっている溝口駅前へ出るための動脈路線となっている。
また、平瀬川支川のすぐ側には聖マリアンナ医科大学病院があり、川崎市北西部の医療の中核を担っている。
上中流域は、今でこそ宅地開発が進んだが、以前は多摩丘陵の一角の豊かな森で覆われていたところで、今でも宅地開発を免れた森の一部を散見することができる。
また、今でこそ団地などが目立つものの、昔ながらの田畑や広い庭を備えた民家も点在しており、それらの田畑や庭が、わずかに残る周囲の森とともに、近隣に訪れる野鳥などの生活を支えている。
そして、沿川には規模の大きい公園緑地として、生田緑地、東高根森林公園、緑ヶ丘霊園があり、かつての森を保存するとともに、沿川の生態系を支え、また近隣住民に憩いの場を提供している。
都市河川の宿命として、ここ平瀬川も例外ではなく、特に中流域以下はほぼ全区間にわたりコンクリート護岸で固められており、自然河岸は支川の上流域の一部でしか見ることができないが、しかし近年の自然地形の見直し機運により、平瀬川ではコンクリート護岸ながらも川べりに降りられる施設が造られるといった変化が見られる。
また、都市河川で見られる、煙草の吸い殻から飲料等の空き容器、自動車まで大小さまざまな不法投棄が後を絶たずに悩む実態が見られる一方、近年になり、おもに宮前区内の流域住民が主体となり、川を活かしたまちづくりを掲げて清掃や自然観察会を実施するといった自然環境を活かす取り組みが起こり、注目されはじめている。

### 下流域
津田山をくぐる平瀬川トンネルを抜けて下流域に入ると、沿川風景が一変する。民家と中小規模の工場等が隣接する準工業地域となっているが、近年は工場撤退跡に大型マンションを建設する例も目立つようになった。
この付近には、かつて「久地梅林」と呼ばれる梅林が広がっており、往時はJR南武線久地駅が「久地梅林駅」と称し、また今でもこの付近のバス停や交差点の名前に「梅林」の地名が残っている程だが、しかし都市化に伴う宅地開発の煽りを受けて次第に梅林は狭まり、今では極一部を残すのみとなった。

## 自然
魚類は、川崎市の「かわさき水辺の生きもの写真データベース」によると絶滅危惧種はホトケドジョウとミナミメダカが生息している。他にもコイやオイカワ、アユなど多様な種の生息が確認されている。
鳥類は、周辺に僅かながら残る緑地と平瀬川の水辺を生活圏にしているものが、下記のとおり多種多数が観察されるが、特に水辺の野鳥については、緑地が比較的多く残る宮前区初山から神木本町、高津区上作延にかけての流域で多く見ることができる。
一年中生息するカルガモやハクセキレイなどに加え、冬季にはコガモ、オナガガモなどカモ類や、越冬のため移動してくるキセキレイなども加わり、狭い川べりにひしめき賑わいを見せる。

### 平瀬川に生息する魚類
参照:かわさき水辺の生きもの写真データベース
- 平瀬川支川 下長沢橋
  - アユ
  - オイカワ
  - ドジョウ
  - カワヨシノボリ
- 平瀬川 柳橋
  - ドジョウ
  - カワヨシノボリ
- 平瀬川 初山水路（とんもり谷戸）
  - ヨシノボリ
  - ヌマチチブ
  - スミウキゴリ
  - ホトケドジョウ
- 平瀬川 正安橋
  - アユ
  - オイカワ
  - ウグイ
  - マルタ
  - モツゴ
  - タモロコ
  - カマツカ
  - ニゴイ
  - コイ
  - ドジョウ
  - ホトケドジョウ
  - ナマズ
  - ウキゴリ
  - スミウキゴリ
  - ヌマチチブ
- 平瀬川 片平橋
  - ミナミメダカ
  - ドジョウ
  - カラドジョウ
  - ヨシノボリ
  - ヌマチチブ

### 平瀬川周辺で見られる野鳥
- 留鳥
  - カワセミ
  - ハクセキレイ
  - セグロセキレイ
  - スズメ
  - シジュウカラ
  - カワラヒワ
  - メジロ
  - ムクドリ
  - ヒヨドリ
  - カワセミ
  - ウグイス
  - コゲラ
  - キジバト
  - カルガモ
  - オナガ
  - ハシブトガラス
  - カワウ
  - ゴイサギ
  - コサギ
  - チュウダイサギ
  - カイツブリ
- 冬鳥
  - キセキレイ
  - コガモ
  - オナガガモ
  - ツグミ
  - オシドリ
- 夏鳥
  - ツバメ
  - ジョウビタキ

## 橋梁
（これより上流はトンネル）
- 水沢橋（みずさわはし）
- 大谷戸橋（おおやとはし）
- 親水橋（しんすいはし）
- 柳橋（やなぎはし）
- 日向橋（ひなたはし）
- 蔵敷橋（ぞうしきばし） - 神奈川県道13号横浜生田線（浄水場通り）
- 向橋（むかいはし）
- （橋）

（支川合流）
- （橋）
- 嶋田橋（しまだばし）
- 初瀬橋（はつせばし） - 都市計画道路野川柿生線
- 千歳橋（ちとせばし）
- 中瀬橋（なかせはし）
- 平瀬橋（ひらせばし）
- 螢橋（ほたるばし）
- 陣屋橋（じんやばし）
- 八幡橋（やはたばし） - 都市計画道路向ヶ丘遊園駅菅生線
- 川端橋（かわばたばし）
- 宮谷橋（みやとばし）
- 石橋（いしばし）
- 堰下橋（せきしたばし）
- 東橋（あづまばし）
- 平橋（たいらばし） - 都市計画道路野川柿生線
- 榊橋

（東名高速道路）
- 神木橋（しぼくばし） - 都市計画道路子母口宿河原線
- （橋）
- （橋）
- 新殿下橋（しんとのしたばし） - 都市計画道路野川柿生線
- 殿下橋（とのしたばし）
- 樋場橋（とよばばし）
- 一本橋（いっぽんばし）
- 別所橋（べっしょばし）
- （橋）
- 釈迦堂橋（しゃかどうばし）
- 前橋（まえばし）
- 新井台橋（あらいだいばし）
- 不動橋（ふどうばし）
- 正安橋（しょうあんばし）
- 上之橋（かみのはし） - 都市計画道路野川柿生線
- （橋）
- （鉄道橋）平瀬川橋梁 - JR南武線
- 中之橋

（平瀬川トンネル）
- （橋）

（二ヶ領用水（新川）合流）
- 新平瀬橋（しんひらせばし） - 府中街道
- 新久地橋（しんくぢばし）
- （橋）
- （橋）
- （人・自転車橋）平瀬橋 - 神奈川県多摩川青少年サイクリングコース
- 東久地橋 - 多摩沿線道路
- 緊急用河川敷道路橋 - 多摩川河川敷緊急用道路（兼マラソンコース）

（多摩川合流）